# Вартенбургское сражение
Вартенбу́ргское сраже́ние (нем. Schlacht bei Wartenburg) — сражение 3 октября 1813 года между частями наполеоновской армии генерала Бертрана и прусскими войсками генерала Йорка на берегу Эльбы в местечке Вартенбург, произошедшее в ходе Войны шестой коалиции. Йорк разбил войска Бертрана и позволил тем самым маршалу Блюхеру форсировать Эльбу на пути к Лейпцигу.

## Предыстория

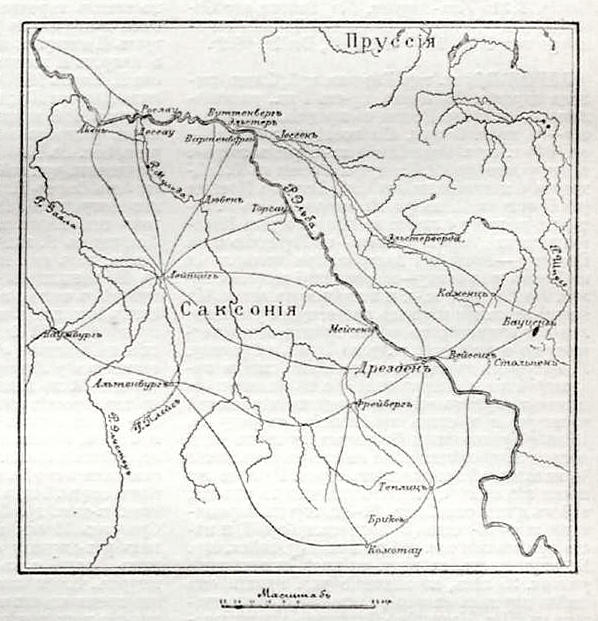
Театр военных действий
(карта из «ВЭС»)

В конце сентября 1813 года союзные государи, съехавшиеся в Теплице, видя, что Наполеон упорствует в занятии центральной позиции при Дрездене, определили новый план наступательных действий. Силезская армия генерала Блюхера, находившаяся в окрестностях Бауцена, получила предписание двинуться вправо через Эльстерверду и Херцберг к Эльстеру, перейти там Эльбу и действовать совокупно с армией наследного принца Шведского (которая должна была переправиться в Акене и Рослау) против левого фланга неприятеля, между тем как князь Шварценберг, с главным силами союзников (сменённых у Теплице армией генерала Беннигсена), направился через Себастиансберг и Хемниц на его правый фланг и тыл. Наполеон отрядил 4-й корпус генерала Бертрана (14—15 тыс. чел. с 24 орудиями) к Вартенбергу, чтобы противиться переправе Блюхера, а неаполитанского короля с 50 тыс. войск — во Фрайберге для наблюдения за Шварценбергом; с остальными же силами ожидал в Дрездене дальнейших событий.

## Диспозиция
Местечко Вартенбург лежит на левом, нагорном и холмистом берегу Эльбы в середине хорды извилистой дуги, образуемой рекой в сторону Эльстера. Пространство между Ватенбургом и Эльбой — низменно, изрезано заливами, канавами и насыпями, и покрыто болотистыми рощами и лугами, и только на южной оконечности против селения Бледдин, имеет небольшое открытое поле. Бертран, расположив дивизию Морана в Вартенбург и его окрестностях, отрядил слабую Вюртембергскую дивизию Франкемона к Бледдину, а дивизию Фонтанелли и конницу поставил в резерв у Годига; пространство между Вартенбургом и Эльбой было занято лёгкими войсками.

## Ход сражения

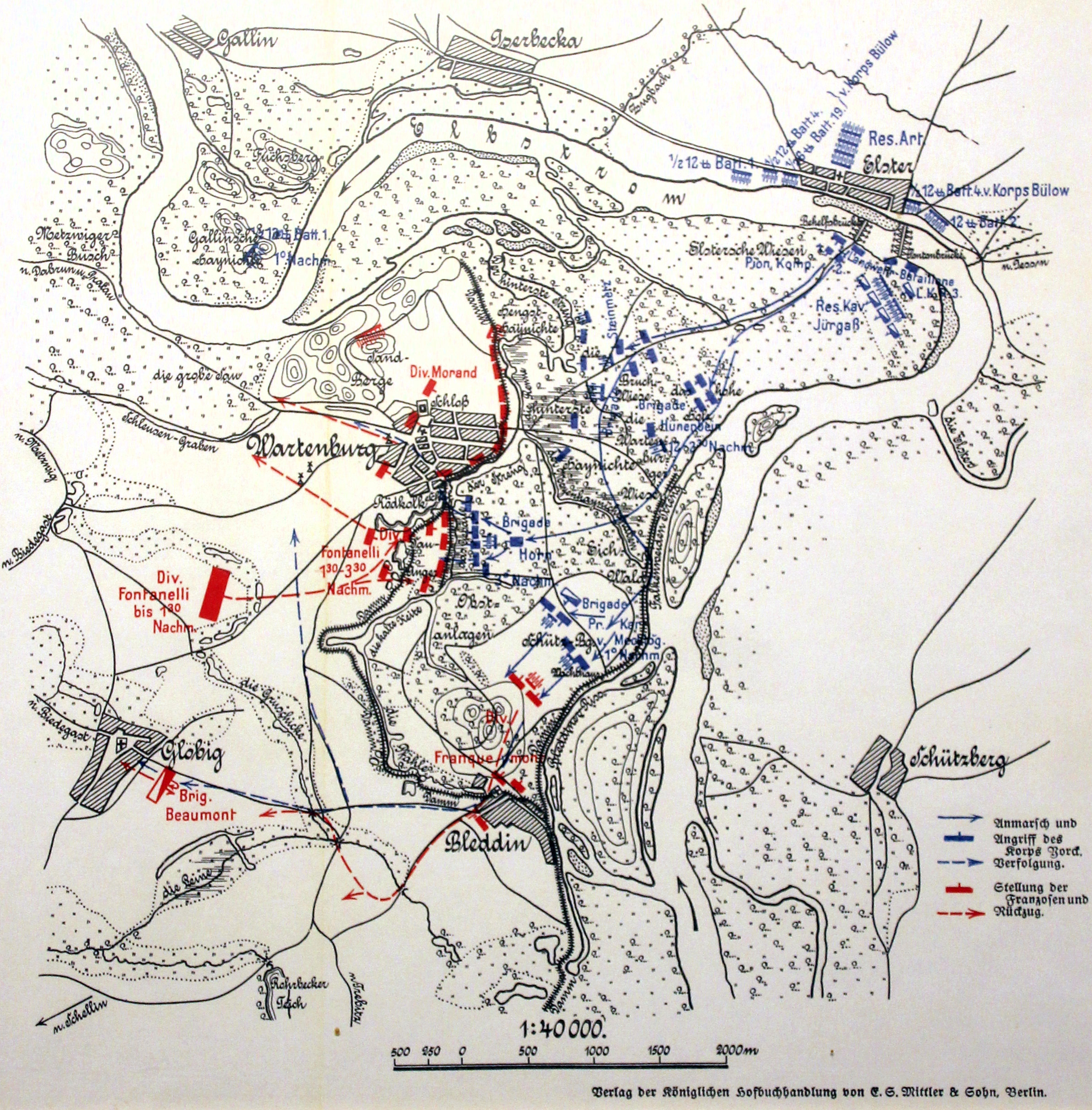
План сражения.

2 октября прусский корпус генерала Йорка (включавший бригады герцога Карла Мекленбургского, Штейнмца, Горна и Гюнерабейна и кавалерию Юргаса; всего до 25 тыс. чел. при 32 орудиях), составляя с тремя казачьими русскими понтонными ротами авангард Силезской армии, прибыл к селению Элстеру, лежащему несколько ниже устья реки того же имени, и русские понтонеры тотчас занялись возведением двух мостов.
На следующий день в 7 часов утра пруссаки перешли Эльбу; бригада герцога Мекленбургского направилась по самому берегу реки к Бледдину; полковник Штейнмец двинулся прямо к Вартенбургу, генерал Горн несколько левее к лугу Зауангер, полковник Гюнербейн и конница следовали в резерве. Но местные препятствия, встреченные бригадами Штейнмеца и Горна почти на каждом шагу, и смертоносный огонь французских стрелков и батареи, до того замедлили их шествие, что Йорк решился направить основные усилия на Бледдин, чтобы оттуда обойти правый фланг неприятельской позиции.
Герцог Мекленбургский, с помощью конницы Юргаса преодолев затруднения, наконец достиг Шюцбергского поля, выстроил бригаду эшелонами и немедленно атаковал селение Бледдин, которое после отчаянной обороны вюртембергцев, было занято пруссаками. Франкемон отступил к Годигу, причём одна из его колонн, настигнутая прусской конницей, лишилась пяти орудий и нескольких зарядных ящиков. Герцог Мекленбургский, оставив часть своей бригады у Бледдина, обратился вправо к Вартенбургу. В то же самое время генерал Горн, пробравшись к Зауангеру, решился также атаковать местечко. Свернув бригаду в плотные колонны и запретив пальбу, он бросился в штыки на дивизию Фонтанелли, подтянутую Бертраном на подкрепление Морана, опрокинул её, овладел Зауангером и лежащими позади его насыпями, и отняв у неприятеля пять орудий, ворвался в Вартенбург. Бертран поспешно отступил к высотам Вейнберга и вскоре затем направился к Кембургу, преследуемый конницей.

## Результаты
Пруссаки расположились на ночь перед Вартенбургом; русские корпуса графа Сен-При и графа Ланжерона, переправившиеся в тот день через Эльбу, встали у Бледдина и у самой переправы, а корпус генерала Сакена — на правом берегу у Эльстера.
Сражение при Вартенбурге стоило французам до тысячи человек убитых и раненых и 500 пленных, также 11 орудий и 70 зарядных ящиков. У пруссаков 70 офицеров и до 2000 нижних чинов выбыли из строя. Прусский король даровал Йорку титул графа Вартенбургского. Йорк также был награждён российским орденом св. Георгия (2 кл., № 59).